# Mukosablock
Als Mukosablock bezeichnet man die Verhinderung der weiteren Eisenaufnahme durch die Dünndarmschleimhaut (Mukosa) bei ausreichendem Eisengehalt im Körper. Dabei liefert die Höhe des Transferrin-Spiegels der Darmzelle die Information über den Eisenversorgungszustand des Organismus. Bei einem Überangebot an Eisen wird es vermehrt an Ferritin gebunden und somit die Abgabe an der basalen Seite der Darmzelle in den Körper verhindert. Über die normale Abschilferung der Darmzellen wird schließlich das in den Zellen angesammelte Eisen eliminiert.